# Kathedrale Basiliek Sint-Maria
De Kathedrale Basiliek Sint-Maria (St. Mary Cathedral Basilica) is een rooms-katholiek bedehuis gelegen in de Amerikaanse plaats Galveston, Texas. Het is de hoofdkathedraal van het aartsbisdom Galveston-Houston, dat meer dan één miljoen katholieken telt. Cokathedraal van het bisdom is de Heilig Hartkerk (Co-cathedral Sacred Heart) te Houston.

## Voorgeschiedenis
Vanuit New Orleans meerde in 1841 een schoener met daarop de Franse missionaris Jean-Marie Odin in Galveston aan de Texaanse kust aan. Daar trof de priester een kleine katholieke gemeenschap aan, die stond te popelen om een kerk te bouwen voor de congregatie. In de maanden die volgden wist de priester voldoende geld te verzamelen voor de bouw van een houten kerk. Hierbij werd hij bijgestaan door een aantal prominente inwoners, waaronder kolonel Menard, die wordt herinnerd een van de grondleggers van de stad Galveston. Op 6 februari, één maand voor zijn consecratie als bisschop, wijdde Odin het voltooide gebouw aan de Heilige Maagd Maria. Het kleine, rechthoekige gebouw mat 6,7 meter. Er werd een kleine sacristie toegevoegd en hij schafte dertig banken aan voor het gemak van zijn parochianen. Als bisschoppelijke residentie kocht de priester een vijf kamers tellend huisje. 

## Bouwgeschiedenis

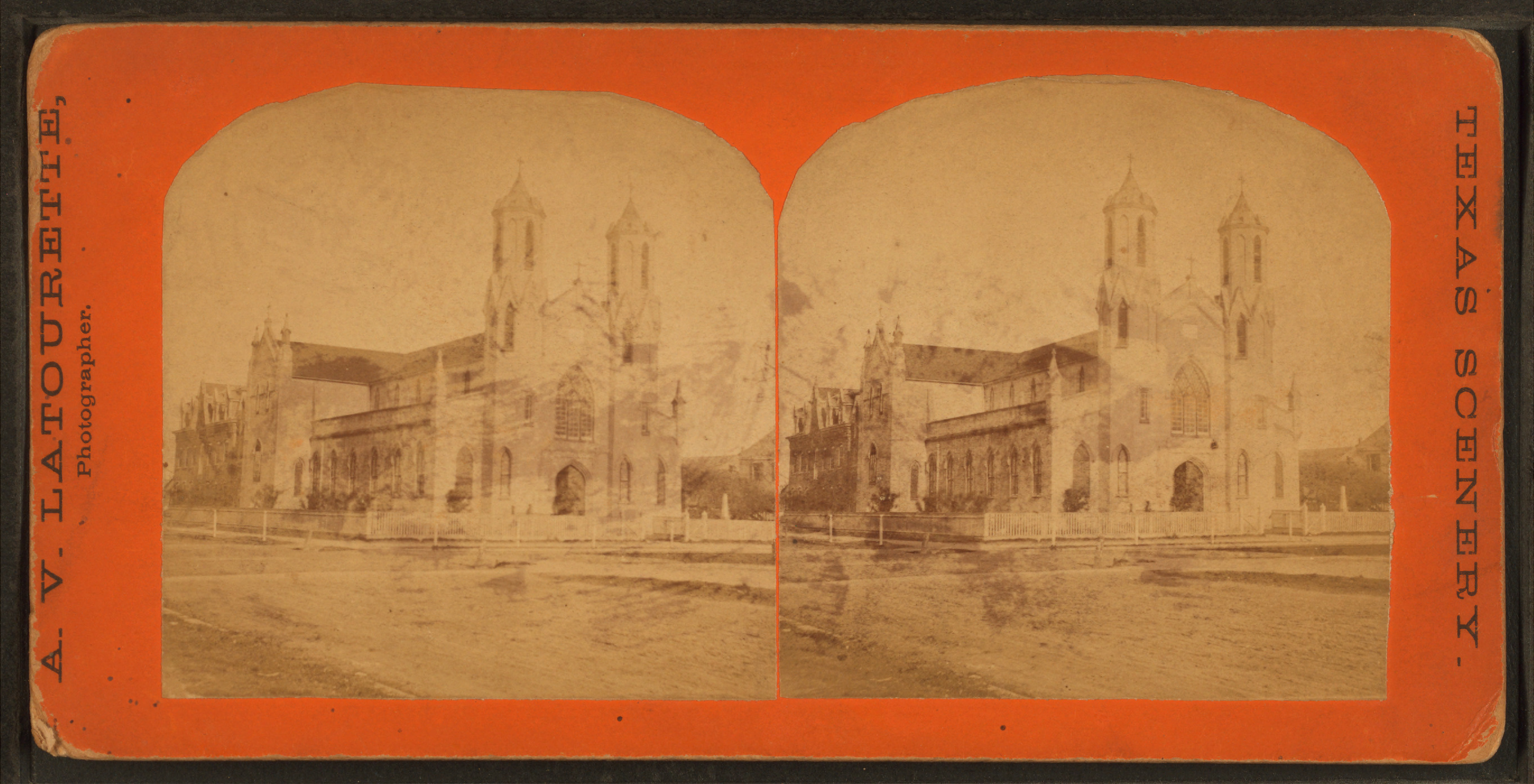
De kerk in 1865

In 1845 kocht Odin 500.000 bakstenen in België, die hij wilde gebruiken voor de bouw van zijn droom: een groter permanent kerkgebouw. Het houten kerkgebouw werd verplaatst naar elders en er werd begonnen aan de bouw van een nieuwe Mariakerk. Het leggen van de eerste steen vond plaats op zondag 14 maart 1847. Even later, op 4 mei, stemde paus Pius IX in met de oprichting van het bisdom Galveston en benoemde pastoor Odin tot eerste bisschop van het nieuwe bisdom. De kathedraal werd op 26 november 1848 voltooid.

## Geschiedenis
De kathedraal overleefde als een van de weinige gebouwen de alles verwoestende Galvestonorkaan in 1900 met slechts minimale schade.
De stormachtige groei van Houston leidde in 1959 tot het verlenen van de status cocathedraal aan Houston's Heilig Hartkerk. Het veranderde evenwel niets aan de status van Galveston als bisschopsstad, noch aan de hoedanigheid van de Sint-Mariakathedraal: de Mariakathedraal is en blijft als eerste kathedraal de moederkerk voor alle katholieke bisdommen van Texas.
In 1968 werd de kerk als historisch monument van Texas erkend, in 1973 volgde de registratie van de kathedraal als National Historic Landmark.
Paus Johannes Paulus II verleende de Mariakathedraal in 1979 de status van basilica minor, waarmee de paus het belang van de kathedraal voor de gemeenschap en de staat Texas alsmede de historische invloed van het katholicisme op de staat Texas onderstreepte.